# Aeroportul Bria
Aeroportul Bria (IATA: BIV, ICAO: FEFR) este un aeroport din Republica Centrafricană ce deservește zona Bria. A fost numit după zona deservită.
Situat la o altitudine de 583 m, aeroportul dispune de o singură pistă.